# 藤女子中学校・高等学校
藤女子中学校・高等学校（ふじじょしちゅうがっこう・こうとうがっこう）は、北海道札幌市北区にある私立中高一貫校。学校法人藤学園が運営するカトリック系のミッションスクールである。完全中高一貫校で、高等学校からの生徒募集は行っていないが、2025年度より高校「3ヵ年コース」を設置し、高校からの入学生も募集予定。

## 概要
ドイツニーダーザクセン州トゥイネに本部がある殉教者聖ゲオルギオのフランシスコ修道会を母体とする。当時のカトリック札幌教区長であったヴェンセスラウス・キノルド司教が招いた修道女により1925（大正14）年に「札幌藤高等女学校」が設立された。学制改革により、1948（昭和23）年に現在の名称および学制となる。
キリスト教系大学や女子大学への指定校推薦が多いのが特徴で、特に姉妹校である藤女子大学へは例年学年の40～50%が進学する。
北海道内には6校女子高等学校があるが、北海道内で唯一高等学校からの募集は一切行わない女子校である。

## 沿革
- 1924年 - 校舎上棟式。
- 1925年 - 札幌藤高等女学校として開設。初代校長はドイツ人修道女のヨハンナ・サロモン。同年5月にヨハンナが急逝し、同じくドイツ人修道女のクサヴェラ・レーメが校長に就任[6]。
- 1941年 - 第二次世界大戦の勃発により外国人校長への偏見が高まったため、日本人修道女のヘレナ牧野キクが校長に就任。
- 1948年 - 学制改革により「藤女子中学・高等学校」と改称。
- 1951年 - 学校法人藤学園となる。
- 1968年 - 設立40周年記念堂落成。
- 1977年 - 設立50周年記念体育館落成。
- 1984年 - 藤学園セミナーハウス（石狩市花川）落成。
- 1990年 - 藤の木（同窓会）会館落成。
- 2000年 - 寄宿舎落成。
- 2003年 - 新校舎及びキノルド資料館落成。

## 教育目標
- 思いやりと温かい心をもち、明るく素直に人と接する心を育てる。
- 自ら考えて自主的に行動し、自分の言動に責任をもつ力を育てる。
- 自分のもつ特性や能力を知り、それを十分に伸ばすことのできる力を育てる。
- 国際的な視野を育て、世界の中の一員としての意識を育てる。

## 制服
濃紺のセーラー服（夏は白）で、校訓の「謙遜・忠実・潔白」を表す三本線と、藤の花が図案化されたシンボルマークの刺繍が施されている。その他、学校指定の上靴、夏服着用時の黒ソックス（校章入り)、オーバーコート、カーディガン等。
以前の夏服は白のブラウスに紺のベスト、薄地のスカート・白ソックスであった。ベストの着用は任意としていたがブラジャーやキャミソール等の下着が透ける等の理由で着用を強制となった。
現在の夏服は2012年度より変更された白セーラー服となっている。

## 部活動
- 運動系 
  - 新体操
  - テニス
  - バスケットボール
  - バドミントン
  - バレーボール
- 文化系
  - 合唱
  - オーケストラ
  - 美術
  - 科学
  - 茶道
  - 華道
- 同好会
  - 軽音同好会
  - 子どもの本研究会
  - 宗教倫理研究会
  - パイロット同好会　
  - 競技かるた
  - 文学演劇表現研究会
  - English Book Club
  - English Culture Club
  - 書道
  - ミステリー小説

## 著名な出身者

### アナウンサー
- 井出千草 - 元秋田テレビ
- 奥野麻衣子 - フリー
- 小林悠 - 元TBS
- 高山幸代 - 札幌テレビ
- 中村優子 - 元北海道文化放送
- 森田絹子 - 北海道放送[8]
- 森田真奈美 - フリー、元北海道放送
- 山本悠美子 - 関西テレビ

### その他
- 永田淑子 - 元藤女子大学学長、学校法人藤学園理事長
- 斉藤昌子 - 声楽家
- 宮澤むじか - ピアニスト
- 森久美子 - エッセイスト
- 徳永エリ - 参議院議員
- 詩ちづる - 宝塚歌劇団星組娘役
- azumi - 歌手、wyolica ボーカル
- 大黒摩季 - シンガーソングライター
- 薩めぐみ - シャンソン歌手
- 舞 - 歌手
- 外山安樹子 - ジャズピアニスト
- 南部静子 - 教育者
- 長岡柚奈 - フィギュアスケート選手（ペア）

## 系列校
- 藤女子大学
- 藤幼稚園
- 小樽藤幼稚園
- 函館藤幼稚園
- 旭川藤幼稚園
- 苫小牧藤幼稚園
- 帯広藤幼稚園
- 草加藤幼稚園
- 青森藤幼稚園